# ISO 3166-2:LR
ISO 3166-2:LR es la entrada para Liberia en ISO 3166-2, parte de los códigos de normalización ISO 3166 publicados por la Organización Internacional de Normalización (ISO), que define los códigos para los nombres de las principales subdivisiones (p.ej., provincias o estados) de todos los países codificados en ISO 3166-1.
En la actualidad, para Liberia los códigos ISO 3166-2 se definen en 15 condados.
Cada código consta de dos partes, separadas por un guion. La primera parte es LR, el código para Liberia de la ISO 3166-1 alfa-2. La segunda parte tiene dos letras.

## Códigos actuales
Los nombres de las subdivisiones se ordenan según el estándar ISO 3166-2 publicado por la Agencia de Mantenimiento ISO 3166 (ISO 3166/MA).
| Código | Nombre de la subdivisión (en)               |
| ------ | ------------------------------------------- |
| LR-BM  | Bomi                                        |
| LR-BG  | Bong                                        |
| LR-GP  | Gbarpolu                                    |
| LR-GB  | Grand Bassa                                 |
| LR-CM  | Grand Cape Mount                            |
| LR-GG  | Grand Gedeh                                 |
| LR-GK  | Grand Kru                                   |
| LR-LO  | Lofa                                        |
| LR-MG  | Margibi                                     |
| LR-MY  | Maryland                                    |
| LR-MO  | Montserrado                                 |
| LR-NI  | Nimba                                       |
| LR-RI  | River Cess (la variante local es Rivercess) |
| LR-RG  | River Gee                                   |
| LR-SI  | Sinoe                                       |

## Cambios
Los siguientes cambios de entradas han sido anunciados en los boletines de noticias emitidos por el ISO 3166/MA desde la primera publicación del ISO 3166-2 en 1998, cesando esta actividad informativa en 2013.
| Informe         | Fecha de emisión | Descripción del cambio reportado                                               | Cambio de código o subdivisión                          |
| --------------- | ---------------- | ------------------------------------------------------------------------------ | ------------------------------------------------------- |
| ISO 3166-2:2007 | 2007-12-13       | Segunda edición de ISO 3166-2 (este cambio no fue anunciado en boletín alguno) | Subdivisiones añadidas: LR-GP Gbarpolu, LR-RG River Gee |